# Ocadia philippeni
Ocadia philippeni är en sköldpaddsart som beskrevs av  Mccord och Iverson 1992. Ocadia philippeni ingår i släktet Ocadia och familjen Geoemydidae. Inga underarter finns listade i Catalogue of Life.
Populationens taxonomiska status är omstridd. The Reptile Database listar den som synonym till olika andra sköldpaddor.